# 生田繪梨花
生田繪梨花（日语：／ Ikuta Erika */?，1997年1月22日—）是日本女藝人，為女子偶像團體乃木坂46前成員，德國杜塞道夫出身，所屬經紀公司為太田製作。曾為兒童演員，擅長鋼琴與歌唱。2011年以乃木坂46一期生身分出道，2021年底自乃木坂46畢業，以演員為活動重心，目前活躍於舞台劇、音樂劇及綜藝節目等領域。

## 經歷
1997年1月22日，生田出生於德國杜塞爾多夫，受到姊姊的影響，三歲開始接觸鋼琴、4歲正式學習。五歲回到日本東京生活。
六歲時，因觀賞音樂劇《小安妮》，而立志成為音樂劇演員。2007年8月，當時10歲的生田主演了音樂劇《可可微笑5 ～邁向明天的搖滾～》。小學到中學時，忙於古典芭蕾、書法、游泳、英語、鋼琴、數學等課程。中學時，擔任過班級委員，也曾代表東京參加全國大賽。
中學三年級時，父親送給生田一架三角鋼琴。從那時開始喜歡唱歌和跳舞，並想在未來走音樂這條道路。當時在網路上看到乃木坂46一期生的徵選時，雖然沒打算以偶像為目標，但從小就喜歡看音樂劇，兩者有個共同點就是在舞台上表演。所以生田覺得這是自己的目標，告訴母親後報名參加乃木坂46一期生的徵選。
2011年8月21日，通過最終審查正式成為乃木坂46的創團成員，徵選時唱的歌曲是aiko的《STAR》（スター）。被選為暫定選拔成員，站位為後列。11月13日，開通了個人的乃木坂46官方博客。12月，入選第21屆日本古典音樂比賽（日本古典音樂協會）的鋼琴部門。
2012年2月22日，以乃木坂46第1張《窗簾圍繞》正式在樂壇出道。3月，從中學畢業。4月，進入高中就讀。9月1日至9日，乃木坂46參與《16人的主角》舞台劇，以現場觀眾投票選出，9次公演裡生田獲得6次主演「愛麗絲」。9月，乃木坂46全員參加好萊塢電影《飢餓遊戲》的日語配音面試，獲選擔任片中角色小芸（Rue）的日語配音。
2013年12月17日，於東京巨蛋城表演廳舉行的AKB48演唱會「第3屆AKB48紅白對抗歌合戰」，與渡邊麻友合作演出了乃木坂46的歌曲《你就是希望》，由渡邊擔任主唱，生田則是負責鋼琴伴奏與合音。也是乃木坂46成員首次出演「AKB48紅白對抗歌合戰」。
2014年4月20日，於Pacifico橫濱舉行的第8張單曲《察覺時已是單戀》的個別握手會中，宣布在準備就讀大學的期間，於《16人的主角trois》（赤坂ACT劇場）結束後，將不會參加第9張單曲的相關活動。6月，在乃木坂46舞台劇《16人的主角trois》稱霸十位主要角色，達成連續三年在所有演出中演出兩場。之後，演藝活動暫時停止。8月3日，於乃木坂46冠名節目《乃木坂在哪裡？》中，獲宣布為乃木坂46第10張單曲《第幾次的藍天？》的Center，同時也是生田個人首次擔任Center。並從第10張單曲重新開始演藝活動，並在10月舉辦的音樂劇《虹之序曲》中擔任主演。
2015年1月7日發行的乃木坂46第一張專輯《透明色》，其中包含了生田的第一首獨唱曲《想為你彈奏》（あなたのために弾きたい），同時也是乃木坂46成員的第二首獨唱曲。1月14日，首次個人出演電視劇《殘念丈夫》（富士電視台），當中飾演夢想成為鋼琴家的女高中生細井美香。1月23日，與團體登上了「MUSIC STATION」（朝日電視台），在《你就是希望》中擔任鋼琴伴奏。3月，從高中畢業。4月，進入音樂大學就讀，為了兼顧工作與學業，時常工作結束後小睡半小時或1個小時，喝了營養飲料後繼續上學。11月於東京、12月於大阪演出舞台劇《Nakayoshi 60週年紀念公演音樂劇 「緞帶騎士」》，飾演主角藍寶石。12月31日，與團體首次登上了《第66回NHK紅白歌合戰》，並演唱乃木坂46代表曲《你就是希望》。
2016年1月21日，推出個人第一本寫真集《轉調》，前往生田的出生地德國拍攝。發行首週以3.8萬的銷量，奪得Oricon公信榜書籍綜合銷售榜、寫真集銷售榜的雙料冠軍，之後並獲得公信榜2016上半年書籍銷售排名寫真集部門的第一名。累積發行量達15萬本名。12月1日，宣布成為「BEST CLASSICS 100」的形象代言人。
2017年5月25日，團內首位登上全日本最具代表性的藝術表演舞台之一的帝國劇場，並參與長期在帝國劇場進行演出的的著名音樂劇作品《悲惨世界》，生田在劇中飾演珂賽特。6月12日，由於在多方領域的活耀及傑出表現獲頒音樂藝術獎《岩谷時子賞》的獎勵獎，獲得授予100萬日元的獎金。6月19日，在《GOGO NAMA》「閒聊好天氣」（おしゃべり日和）節目上表示目前大學休學中。12月25日，舉行個人演唱會「MTV Unplugged: Erika Ikuta from Nogizaka46」，同時《MTV Unplugged》在電視上直播是世界首次。
2018年3月30日，於東京巨蛋日本職棒開幕戰中（讀賣巨人VS阪神虎）與白石麻衣、櫻井玲香、西野七瀨、久保史緒里、山下美月獻唱了日本國歌《君之代》。11月20日，宣布時隔3年將於隔年生日推出個人第二本寫真集，此次前往美國紐約拍攝。
2019年1月22日，第二本個人寫真集《Intermission》發行，第1版已超過22萬本，成為講談社創立於1909年有史以來初日最高發行量的女性個人寫真集。發行首週就以17.9萬的銷量，成為歷代女性個人寫真集首週銷量的第一位。在寫真集部門月榜連續兩個月獲得一位，取得Oricon公信榜2019年上半期書籍年榜上半年寫真集部門的榜首，同時也是Oricon公信榜書籍年榜寫真集部門的榜首，累積29.1萬的銷量。至今發行量達34萬本。1月30日發行的女性時尚雜誌《an・an》，首度單獨擔任女性時尚雜誌的封面。4月3日，由於在《莫札特！》及《娜塔莎・皮埃爾與1812年的大彗星》的傑出表演獲頒第44回《菊田一夫演劇賞》的演劇獎。7月，在「日經娛樂!」的藝人權力排行榜2019「女子偶像排行榜」為第5位。11月6日，由於對寫真市場之貢獻非常大，生田和白石麻衣同時獲得第72回《野間文藝獎》特別獎及100萬日元之獎勵。
2020年3月，於音樂劇《微風輕哨 〜乾淨的眼睛〜》中飾演女主角斯瓦洛。7月5日，開設個人Instagram帳號。
2021年3月，獲頒WOWOW presents「擅自演劇大獎2020」女演員獎。5月至10月上演的音樂劇《悲慘世界》，首次飾演女主角艾波妮。10月25日，於官方部落格上宣布將於年底畢業。12月14日，發行畢業紀念寫真集《卡農》（カノン），以7.8萬的銷量獲得Oricon公信榜書籍週榜寫真集部門和綜合部門第一位。12月14日、15日，於橫濱體育館舉行畢業演唱會。12月15日發行的乃木坂46首張精選輯《Time flies》的主打曲《最後的Tight Hug》，由生田擔任Center。12月31日，隨團體參加「第72回NHK紅白歌合戰」，擔任鋼琴伴奏並演唱了《契機》（きっかけ）後，正式從乃木坂46畢業。
2022年1月1日，生田的經紀公司由乃木坂46時代所屬的乃木坂46合同會社，移籍至太田製作。同時，開設個人官方網站。1月8日，開設官方Twitter帳號。2月1日，生田位於乃木坂46內的部落格正式關閉。同日，開設官方粉絲俱樂部。3月14日，宣布擔任將於4月9日開始播出的音樂節目《Venue101》的主持人，同時為乃木坂46畢業後首個擔任固定班底的節目。7月30日，宣布與同為《Venue101》主持人的濱家隆一組成雙人組合。8月3日於DiverCity東京、6日於Zepp Namba舉行首次個人演唱會「Erika Ikuta 2022 summer fun」。9月16日，宣布和濱家組成的雙人組合的名稱為「Hamaiku」（ハマいく）。11月20日，「Hamaiku」的出道單曲《Beat DE Tohi》以數位形式發行。12月3日於Zepp Osaka Bayside、11日於KT Zepp Yokohama舉行第二次個人演唱會「Erika Ikuta 2022 winter fun」。
2023年9月至10月，舉行個人首次巡演「Erika Ikuta Autumn Live Tour 2023」。10月13日，宣布擔任迪士尼100週年紀念作品《星願》的主角艾霞的日語配音，這是經過迪士尼美國總部的徵選而獲得演出的機會。12月31日，從乃木坂46畢業後時隔兩年重回紅白舞台，在特別企劃中以雙人組合「Hamaiku」的成員身份演唱《Beat DE Tohi》，和在特別企劃中個人演唱的迪士尼動畫片《星願》主題曲《Wish》日語版，共2首歌曲。
2024年1月22日，宣布將於4月10日發行個人首張迷你專輯《capriccioso》，其中的收錄曲《No one compares》，由生田自己作詞、作曲，並在4月1日開始作為BS東視的《日經新聞Plus9》的片尾曲使用。同日，開設個人YouTube頻道。2月28日，透露曾於年初前往英國倫敦進行3週的短期留學。同日，開設個人TikTok帳號。5月15日，宣布出演將於7月開始播出的電視劇《太棒了，老師!》，同時也是生田首次擔任電視劇主演。12月，在音樂劇《悲慘世界》中扮演傅安婷。
2025年1月22日，宣布將於3月5日發行個人第二張迷你專輯《bitter candy》。

## 人物
生田的暱稱是「Iku-chan」（いくちゃん）、「Ikuta-don」（いくたどーん）、Erika（えりか）。Catch Phrase（自我介紹詞）是「咚咚生咚生田咚 U〜DON!」（どんどんいくどん生田どんっ U〜DON!）。
初中的時候，想走音樂這條道路，不過被父母以「用音樂糊口是一件很辛苦的事情，並不是所有人都能從事音樂的工作。所以無法簡單地認同」反對，儘管如此，還是表達了自己的决心，讓父親給自己買了一台三角鋼琴。自此從未放棄，在收到以鋼琴做為禮物的時候交換了「一生繼續（彈鋼琴）」的約定。因此，一直想著要遵守這個約定的生田，無論如何都想兩邊（舞台與偶像活動）繼續下去。
據團內成員所說，生田在晚上10點過後情緒會異常高漲。在AKB48裡首推的成員是島崎遙香。興趣是聽音樂、看綜藝節目，擅長彈鋼琴。
曾多次在乃木坂46的節目中演唱芬蘭民謠《耶娃波尔卡》，原本僅是才藝表演，但因不懂芬蘭語，反而被當作搞笑橋段對待。曾在冠名節目《乃木坂工事中》透露獲芬蘭駐日大使館邀請到芬蘭作客。

## 音樂作品
迷你專輯
- 2024年4月10日：《capriccioso》
- 2025年3月5日：《bitter candy》

## 參與作品
- 標註「★」符號表示該首歌曲有拍攝MV。

### 單曲
乃木坂46
|      | 發行日期       | 單曲名稱              | 參與歌曲名稱                          | MV | 備註                     |
| ---- | -------------- | --------------------- | ------------------------------------- | -- | ------------------------ |
| 01st | 2012年02月22日 | 窗簾圍繞              | 窗簾圍繞                              | ★  | 出道作品 七福神          |
| 01st | 2012年02月22日 | 窗簾圍繞              | 可能想見你                            | ★  |                          |
| 01st | 2012年02月22日 | 窗簾圍繞              | 不想失去                              | ★  | 和生駒里奈共同擔任Center |
| 01st | 2012年02月22日 | 窗簾圍繞              | 乘著白雲                              |    |                          |
| 01st | 2012年02月22日 | 窗簾圍繞              | 乃木坂之詩                            | ★  |                          |
| 02nd | 2012年05月02日 | 來吧Shampoo！         | 來吧Shampoo！                         | ★  | 選拔                     |
| 02nd | 2012年05月02日 | 來吧Shampoo！         | 心之靈藥                              |    |                          |
| 02nd | 2012年05月02日 | 來吧Shampoo！         | HOUSE!                                |    |                          |
| 03rd | 2012年08月22日 | 奔馳吧！Bicycle       | 奔馳吧!Bicycle                        | ★  | 七福神                   |
| 03rd | 2012年08月22日 | 奔馳吧！Bicycle       | 人為什麼奔跑？                        | ★  |                          |
| 03rd | 2012年08月22日 | 奔馳吧！Bicycle       | 沉默的吉他                            | ★  |                          |
| 04th | 2012年12月19日 | 制服模特兒            | 制服模特兒                            | ★  | 八福神                   |
| 04th | 2012年12月19日 | 制服模特兒            | 指望遠鏡                              | ★  |                          |
| 04th | 2012年12月19日 | 制服模特兒            | 不在這兒的某處                        | ★  |                          |
| 05th | 2013年03月13日 | 你就是希望            | 你就是希望                            | ★  | 八福神                   |
| 05th | 2013年03月13日 | 你就是希望            | 乾脆一點                              | ★  |                          |
| 05th | 2013年03月13日 | 你就是希望            | 浪漫墨魚燒                            |    |                          |
| 06th | 2013年07月03日 | Girls' Rule           | Girls' Rule                           | ★  | 八福神                   |
| 06th | 2013年07月03日 | Girls' Rule           | 世界上最孤獨的Lover                   | ★  |                          |
| 06th | 2013年07月03日 | Girls' Rule           | 人們的樂器                            |    |                          |
| 07th | 2013年11月27日 | 髮夾                  | 髮夾                                  | ★  | 八福神+1                 |
| 07th | 2013年11月27日 | 髮夾                  | 月亮的大小                            | ★  |                          |
| 07th | 2013年11月27日 | 髮夾                  | 如此的笨蛋・・・                      | ★  |                          |
| 07th | 2013年11月27日 | 髮夾                  | 所謂的溫柔                            |    |                          |
| 08th | 2014年04月02日 | 察覺時已是單戀        | 察覺時已是單戀                        | ★  | 選拔                     |
| 08th | 2014年04月02日 | 察覺時已是單戀        | 浪漫的開始                            | ★  |                          |
| 08th | 2014年04月02日 | 察覺時已是單戀        | 呼吸的方法                            |    |                          |
| 08th | 2014年04月02日 | 察覺時已是單戀        | 謝謝                                  |    | Center                   |
| 10th | 2014年10月08日 | 第幾次的藍天？        | 第幾次的藍天？                        | ★  | Center                   |
| 10th | 2014年10月08日 | 第幾次的藍天？        | 敲響倒下的鐘                          | ★  | Center                   |
| 10th | 2014年10月08日 | 第幾次的藍天？        | 我起來                                | ★  | Center                   |
| 10th | 2014年10月08日 | 第幾次的藍天？        | Tender days                           |    |                          |
| 11th | 2015年03月18日 | 生命如此美好          | 生命如此美好                          | ★  | 十福神                   |
| 11th | 2015年03月18日 | 生命如此美好          | 事先預知的浪漫                        | ★  |                          |
| 12th | 2015年07月22日 | 太陽敲敲門            | 太陽敲敲門                            | ★  | 十福神                   |
| 12th | 2015年07月22日 | 太陽敲敲門            | 無表情                                | ★  | 和松村沙友理合唱         |
| 12th | 2015年07月22日 | 太陽敲敲門            | 羽毛的記憶                            | ★  |                          |
| 13th | 2015年10月28日 | 此刻，想說話的對象    | 此刻，想說話的對象                    | ★  | 十福神                   |
| 13th | 2015年10月28日 | 此刻，想說話的對象    | POPIPAPAPA                            | ★  |                          |
| 13th | 2015年10月28日 | 此刻，想說話的對象    | 忘卻悲傷的方法                        | ★  |                          |
| 14th | 2016年03月23日 | 當春紫苑盛開時        | 當春紫苑盛開時                        | ★  | 十福神                   |
| 14th | 2016年03月23日 | 當春紫苑盛開時        | 遙遠的不丹王國                        |    | Center                   |
| 15th | 2016年07月27日 | 赤腳Summer            | 赤腳Summer                            | ★  | 十福神                   |
| 15th | 2016年07月27日 | 赤腳Summer            | 專屬光芒                              |    |                          |
| 15th | 2016年07月27日 | 赤腳Summer            | 生命的真相 音樂劇「賣蘋果的人與臭蟲」 | ★  | 獨唱曲                   |
| 16th | 2016年11月09日 | 再見的意義            | 再見的意義                            | ★  | 十一福神                 |
| 16th | 2016年11月09日 | 再見的意義            | 孤獨的藍天                            |    |                          |
| 17th | 2017年03月22日 | 大影響家              | 大影響家                              | ★  | 十二福神                 |
| 18th | 2017年08月09日 | 蜃景                  | 蜃景                                  | ★  | 十二福神                 |
| 18th | 2017年08月09日 | 蜃景                  | 女人無法獨自入眠                      | ★  |                          |
| 18th | 2017年08月09日 | 蜃景                  | 漫長夏日…                             |    |                          |
| 18th | 2017年08月09日 | 蜃景                  | 能盡情哭泣不是很好嗎？                |    |                          |
| 19th | 2017年10月11日 | 及時行事              | 及時行事                              | ★  | 十一福神                 |
| 19th | 2017年10月11日 | 及時行事              | 失眠症                                |    |                          |
| 19th | 2017年10月11日 | 及時行事              | 新的花粉～來自音樂劇「未知的世界」～  |    | 和久保史緒里合唱         |
| 20th | 2018年04月25日 | 同步巧合              | 同步巧合                              | ★  | 十四福神                 |
| 20th | 2018年04月25日 | 同步巧合              | Against                               | ★  |                          |
| 20th | 2018年04月25日 | 同步巧合              | 能變成雲就好了                        |    | 藤櫻梨                   |
| 21st | 2018年08月08日 | 以自我為中心！        | 以自我為中心！                        | ★  | 十四福神                 |
| 21st | 2018年08月08日 | 以自我為中心！        | 空扉                                  |    |                          |
| 21st | 2018年08月08日 | 以自我為中心！        | 我喜歡過你，但是…                     |    |                          |
| 22nd | 2018年11月14日 | 想繞遠路回家          | 想繞遠路回家                          | ★  | 十四福神                 |
| 22nd | 2018年11月14日 | 想繞遠路回家          | 蕭邦的謊言                            |    |                          |
| 23rd | 2019年05月29日 | Sing Out!             | Sing Out!                             | ★  | 十四福神                 |
| 23rd | 2019年05月29日 | Sing Out!             | 曖昧                                  |    |                          |
| 24th | 2019年09月04日 | 黎明來臨前無須逞強    | 黎明來臨前無須逞強                    | ★  | 十一福神                 |
| 24th | 2019年09月04日 | 黎明來臨前無須逞強    | 你，認識我嗎？                        |    |                          |
| 24th | 2019年09月04日 | 黎明來臨前無須逞強    | 我的信念                              |    |                          |
| 25th | 2020年03月25日 | 幸福的保護色          | 幸福的保護色                          | ★  | 十一福神                 |
| 25th | 2020年03月25日 | 幸福的保護色          | 再見 Stay with me                     |    |                          |
| 26th | 2021年01月27日 | 我會喜歡上自己的      | 我會喜歡上自己的                      | ★  | 十一福神                 |
| 26th | 2021年01月27日 | 我會喜歡上自己的      | 有明天的理由                          |    |                          |
| 26th | 2021年01月27日 | 我會喜歡上自己的      | Wilderness world                      | ★  |                          |
| 27th | 2021年06月9日  | 對不起Fingers crossed | 對不起Fingers crossed                 | ★  | 十二福神                 |
| 27th | 2021年06月9日  | 對不起Fingers crossed | 一切都是一場夢                        | ★  |                          |
| 28th | 2021年09月22日 | 被你罵了              | 被你罵了                              | ★  | 十二福神                 |
| 28th | 2021年09月22日 | 被你罵了              | 如果只有溫柔                          |    |                          |
| 28th | 2021年09月22日 | 被你罵了              | 熟悉的陌生人                          |    |                          |

1. ↑  站位依據官方MV及演唱會正式呈現為參考依據
2. 1 2  收錄於單獨發行的MV合集《ALL MV COLLECTION～當時的少女們～》

其他
| 發行日期                                    | 單曲名稱       | 參與歌曲名稱 | MV | 備註          |
| ------------------------------------------- | -------------- | ------------ | -- | ------------- |
| 2012年07月25日                              | 大人彩色糖     | 不再綁雙馬尾 | ★  | 麻友坂46      |
| 2016年03月09日                              | 你就是旋律     | 混合體       | ★  | 乃木坂AKB     |
| 2020年6月17日（日本） 2020年6月24日（海外） | 世界中的鄰居啊 | —            | ★  | 下載限定歌曲  |
| 2020年7月24日                               | Route 246      | —            | ★  | 下載限定歌曲  |
| 2021年02月19日                              | 1・2・3        | 1・2・3      | ★  | 炸雞姐妹 翻唱 |

乃木坂46
|         | 發行日期        | 專輯名稱         | 參與歌曲名稱    | 備註          |
| ------- | --------------- | ---------------- | --------------- | ------------- |
| 01st    | 2015年01月07日  | 透明色           | 我所在的地方    | Center        |
| 01st    | 2015年01月07日  | 透明色           | 想為你彈奏      | 獨唱曲        |
| 02nd    | 2016年05月25日  | 屬於我們的位子   | 契機            |               |
| 02nd    | 2016年05月25日  | 屬於我們的位子   | 太陽的誘惑      |               |
| 02nd    | 2016年05月25日  | 屬於我們的位子   | 低體溫的吻      | 獨唱曲        |
| 03rd    | 2017年05月24日  | 最初的夢想       | 跳傘            |               |
| 03rd    | 2017年05月24日  | 最初的夢想       | 指定溫度        |               |
| 03rd    | 2017年05月24日  | 最初的夢想       | 消失的滿月      |               |
| 04th    | 2019年04月17日  | 直到此刻化成回憶 | 毫無特色的戀愛  |               |
| 04th    | 2019年04月17日  | 直到此刻化成回憶 | 一人黨派        |               |
| 0精選輯 | 2021年012月15日 | Time flies       | 最後的Tight Hug | 主打曲 Center |
| 0精選輯 | 2021年012月15日 | Time flies       | 歲月之轍        | 畢業獨唱曲    |

其他
| 發行日期       | 歌手名稱 | 專輯名稱                       | 參與歌曲名稱 | 備註     |
| -------------- | -------- | ------------------------------ | ------------ | -------- |
| 2014年03月05日 | —        | 佐久間正英制作《SAKUMA DROPS》 | Last Days    | [ 參 1 ] |
| 2018年10月24日 | 城田優   | a singer                       | Aimer        |          |
| 2021年03月24日 | 齊藤由貴 | 筒美京平SONG BOOK              | 畢業         | 翻唱     |

1. ↑  參與鋼琴與和聲錄製。

## 演出

### 電視劇
- 外科醫 須磨久善（2010年9月5日，朝日電視台）[129]
- 欺詐偶像（さばドル；2012年1月14日－4月7日，東京電視台）：飾演 生田繪梨花[130]
- 古書堂事件手帖 第5話（ビブリア古書堂の事件手帖；2013年2月11日，富士電視台）：飾演 田邊美鈴[131]
- 海上診療所 第1話（海の上の診療所；2013年10月14日 富士電視台）：飾演 女大學生[132][註 5]
- 殘念丈夫（残念な夫；2015年1月14日－3月25日，富士電視台）：飾演 細井美香[41]
- 花燃 第29話（花燃ゆ；2015年7月19日，NHK）：飾演 女侍者[133][註 6]
- 初森BEMARS（初森ベマーズ；2015年7月11日－9月26日，東京電視台）：飾演 蕭邦（ショパン）[134]
- 毛骨悚然撞鬼經驗 夏之特別篇2016「多了一個人的電梯」（ほんとにあった怖い話 もう1人のエレベーター；2016年8月20日，富士電視台）：飾演 菊地明[135][註 7]
- TBS週日劇場集團左遷!!（集団左遷!!；2019年4月21日－6月23日，TBS電視台）：飾演 三友銀行形像大使[136]
- 乃木坂電影院～STORY of 46～ 第八集 「津田百惠」（2020年2月12日，FOD／3月11日，富士電視台）：飾演 津田百惠（單篇主演）[137][138]
- 鴉色刑事組 第5話（イチケイのカラス；2021年5月3日，富士電視台）：飾演 馬場恭子[139]
- 小道消息 ＃她想知道真正的○○ 第10話至最終話（ゴシップ #彼女が知りたい本当の○○；2022年3月10日－17日，富士電視台）：飾演 向井未央[140]
- 金田一少年之事件簿2022 第2、3話（金田一少年の事件簿；2022年5月8日、5月15日，日本電視台）：飾演 右龍茜[141][142]
- 世界奇妙物語 2022年 夏之特別篇「跟著弦律」（2022年6月18日，富士電視台）：飾演 村野叶海（主演）[143]
- OLD ROOKIE（オールドルーキー；2022年6月26日－9月4日，TBS電視台）：飾演 糸山留美[144][145]
- PICU 小兒集中治療室（PICU 小児集中治療室；2022年10月10日－12月19日，富士電視台）：飾演 涌井桃子[146]
  - PICU 小兒集中治療室 特別篇 2024（2024年4月13日）[147]
- 往這邊看 向井君（こっち向いてよ向井くん；2023年7月12日－9月13日，日本電視台）：飾演 藤堂美和子（女主角）[148][149]
- Unmet 某腦外科醫的日記（アンメット ある脳外科医の日記；2024年4月15日－6月24日，關西電視台・富士電視台）：飾演 西島麻衣[150]
- 太棒了，老師!（；2024年8月18日－10月6日，朝日放送電視台）：飾演 笹岡りお（主演）[151]
- 天城山奇案（2025年3月23日，NHK BS8K / 5月10日，NHK BS4K / 6月14日，NHK BS）：飾演 大塚花（主演）[152]
- 明天會是更好的一天（2025年7月7日－，富士電視台）：飾演 蒔田向日葵[153]

### 網絡劇
- 芬達坂學園與大合唱計畫（2019年7月16日－9月14日，AbemaTV）：飾演 學生[154]
- 傳遞吧！愛之歌（日语：とどけ ! 愛のうた）（2020年7月6日－10日，Paravi）：主演 吉澤希奈梨（きなり）[155]
  - 音樂劇「傳遞吧！愛之歌」幕後花絮（2020年9月15日，Paravi）[156]
- 狂賭之淵双（賭ケグルイ双；2021年3月26日－4月16日，Amazon Prime Video）：飾演 三春滝咲良[157]
- PICU〜小兒集中治療室〜衍生劇（2024年4月1日，FOD）：飾演 涌井桃子[158]

### 電視節目
- Hello・再見的日子～音樂製作人佐久間正英（日语：佐久間正英）的挑戰～（ハロー・グッバイの日々〜音楽プロデューサー佐久間正英の挑戦〜；2013年12月26日，NHK綜合台）[159]
- 藝能界特技王決定戰 TEPPEN（日语：芸能界特技王決定戦 TEPPEN）（2014年1月4日，富士電視台）- 鋼琴部門出場[160]
- 然後留下了音樂～製作人・佐久間正英「聲音與話語」～（そして音楽が残った〜プロデューサー・佐久間正英 “音と言葉”〜；2014年4月11日，NHK綜合台）[161]
- SMAP×SMAP 明星大運動會SP（2015年3月30日，關西電視台、富士電視台）[註 8]
- 第82回NHK全國學校音樂比賽「小學部」「中學部」（第82回NHK全国学校音楽コンクール全国コンクール；2015年10月11日－12日，NHK教育頻道）- 主持人[162]
- 力量之音（日语：チカラウタ）（；2016年10月23日／10月30日，日本電視台）[163]
- Music Fair（日语：ミュージックフェア） 音樂劇特集（2017年2月4日、9月2日；2019年4月6日，富士電視台）[164]
- MTV Unplugged（日语：MTVアンプラグド）：Erika Ikuta from Nogizaka46（2017年12月25日，MTV）[61]
- 第72屆東尼獎 直前SP in NY（トニー賞；2018年6月10日，WOWOW）[165]
- 第72屆東尼獎頒獎典禮（2018年6月11日，WOWOW）- 解說員[165][註 9]
- LIFE！〜獻給人生的小故事〜（日语：LIFE!〜人生に捧げるコント〜）（2019年5月6日，NHK綜合台）：飾演 在不可思議的咖啡店中飾演困惑的女性角色[166][167]
- LIFE！presents 忍吧！右左衛門 ～THE SKY ATTACK～（日语：LIFE!〜人生に捧げるコント〜#キャスト（第2弾））（2019年12月26日，NHK綜合台）：飾演 凛[168]
- WOWOW Live「不要關劇場的燈！ Bunkamura 蠶繭劇院篇 松尾鈴木 Presents 亞克力戲祭典」（劇場の灯を消すな！ Bunkamura シアターコクーン編 松尾スズキプレゼンツ アクリル演劇祭；2020年7月5日，WOWOW）[169]
- WOWOW Live「我們的音樂劇歌曲」第2日（僕らのミュージカル・ソング；2020年7月25日，WOWOW）：主演 四月是你的謊言 [註 10][170]
- 笑點 新年啦！大喜利祭（笑点 お正月だよ！大喜利まつり；2021年1月1日，日本電視台）[171]
- 信用詐欺師JP學園 英雄篇（コンフィデンスマンJP学園 英雄編；2022年1月11日－15日，富士電視台）[172]
- WOWOW Live「松尾鈴木和30分鐘女演員2」（松尾スズキと30分の女優2；2022年3月13日，WOWOW）[173]
- Venue101（2022年4月9日－至今，NHK綜合台）- 主持人[102][註 11]
- 箱根驛傳 傳奇的現場背後的故事 3小時特别節目（2023年12月30日，日本電視台）- 主持人[註 12][174]

### 電影
- 飢餓遊戲（2012年9月28日上映，角川電影）：飾演 Rue（日語配音）[175]
- 超能力研究部的3人（；2014年12月6日上映，BS-TBS）：主演 村田育子[176][177][註 13]
- 薙刀社青春日記（あさひなぐ；日本：2017年9月22日上映，東寶映像事業部／台灣：2017年12月8日上映，鴻基國際視訊、蜜蜂工房）：飾演 一堂寧寧[178]
- 狂賭之淵～絕體絕命俄羅斯輪盤～（賭ケグルイ 絶体絶命ロシアンルーレット；2021年6月；2021年6月1日上映[179]，GAGA）：飾演 三春滝咲良[180]
- 信用詐欺師JP～英雄編～（コンフィデンスマンJP 英雄編；2022年1月14日上映，東寶）：飾演 畠山麗奈[181]
- 小孤島大醫生（Dr.コトー診療所；2022年12月16日上映，東寶）：飾演 西野那美[182]
- 迷宮裡的魔術師（；2025年9月12日上映，東寶）：飾演 池永桃子[183]

### 電視動畫
- 寶可夢 旅途（2021年4月9日，東京電視台）：聲演 負電拍拍[184]

### 電影動畫
- 電影怪傑佐羅力 啦啦啦♪明星誕生（映画かいけつゾロリ ラララ♪スターたんじょう；2022年12月9日上映，東京Theatres）聲演：女主角喜波波和歌唱[185]
- 星願（2023年12月15日上映，日本迪士尼）：聲演 艾霞（日語配音）[186]

### 舞台劇
- 可可微笑5 〜邁向明天的搖滾〜（；2007年8月22日－26日，全勞濟會館）：飾演 Coco[187][188][註 14]
- 阿爾卑斯山的少女海蒂（アルプスの少女ハイジ；2009年7月17日－8月9日）：飾演 克拉拉[189][190]
- 虹之序曲（；2014年10月2日－5日，天王洲 銀河劇場）：主演 Louise Cordoc（ルイズ・コルドック）[39]
- 緞帶騎士（リボンの騎士；2015年11月12日－17日，東京：TBS赤坂ACT劇場／2015年12月3日－6日，大阪：劇場BRAVA!）：主演 藍寶石（サファイア）[191]
- 羅密歐與茱麗葉 (音樂劇)
  - （2017年1月15日－2月14日，東京：TBS赤坂ACT劇場／2017年2月22日－3月5日，大阪：梅田藝術劇場 主劇場）：主演 茱麗葉[192][註 15]
  - （2019年2月23日－3月3日，東京：東京國際論壇 C廳／3月30日，大阪：梅田藝術劇場 主劇場）：主演 茱麗葉[193][註 16]
- 悲慘世界 音樂劇
  - （2017年5月25日－7月17日，東京：帝國劇場／8月1日－26日，福岡：博多座／9月2日－15日，大阪：Festival音樂劇院／9月25日－10月16日，愛知：中日劇場）：飾演 珂賽特（Cosette）[56][註 17]
  - （2019年4月19日－5月28日，東京：帝國劇場／6月7日－25日，愛知：御園座／7月3日－20日，大阪：梅田藝術劇場 主劇場／7月29日－8月26日，福岡：博多座／29月10日－17日，北海道：札幌文化藝術劇院 hitaru）：飾演 珂賽特[194][註 18]
  - （2021年5月21日－7月26日，東京：帝國劇場／8月4日－19日，福岡：博多座／9月6日－16日，大阪：Festival音樂劇院／9月28日－10月4日，長野：松本市民藝術館）：飾演 愛潘妮（Éponine）[195][註 19]
  - （2024年12月16日－2025年2月7日，東京：帝國劇院／3月2日－28日，大阪：梅田藝術劇場 主廳／4月6日－30日，福岡：博多座／5月9日－15日，長野：松本藝術劇場中心／5月25日－6月2日，北海道：札幌文化藝術劇場 hitaru／6月12日－16日，群馬：高崎藝術劇場：飾演 傅安婷（Fantine）[196][註 20]
- 莫札特！（モーツァルト!；2018年5月26日－6月28日，東京：帝國劇場／7月5日－18日，大阪：梅田藝術劇場 主劇場／8月1日－19日，愛知：御園座）：飾演 康絲坦茲・莫札特[197][註 21]
- 娜塔莎・皮埃爾與1812年的大彗星（；2019年1月5日－27日，東京藝術劇場 中館）：飾演 娜塔莎[198]
- 美麗～與神明相約的女人～（2019年12月4日－29日，東京：Bunkamura 蠶繭劇院／2020年1月13日－19日，福岡：博多座／2020年1月25日－2月2日，大阪：Festival音樂劇院）：主演 [199]
- 微風輕哨 〜乾淨的眼睛〜（英语：Whistle Down the Wind (1996 musical)）（；2020年3月20日[200]－27日[201]，東京：日生劇場（日语：日生劇場）；由於疫情擴大影響公演延期，原公演日程自3月27日後皆取消）：主演 燕子[202][77]
- Happily Ever After（2020年7月11日，創新劇院（日语：シアタークリエ）；無觀眾網絡配信）：主演 少女[203]
- THE MUSICAL CONCERT at IMPERIAL THEATRE（2020年8月14日－17日，帝國劇場）：飾演 Program A[204][205]
- COCOON PRODUCTION 2021「シブヤデアイマショウ」（2021年4月22日、24日，Bunkamura 蠶繭劇院）[206][207]
- 四月是你的謊言（四月は君の嘘；2022年5月7日－29日，東京：日生劇場／6月4日－5日，群馬：高崎藝術劇場 大劇場／6月9日－12日，愛知：御園座／6月16日－18日，兵庫：兵庫縣立藝術文化中心 KOBELCO大廳／6月25日－26日，富山：AUBADE HALL／7月1日－3日，福岡：博多座）：主演 宮園薰[208][209]
- 辣妹過招（Mean Girls；2023年1月30日－2月12日，東京：豐島區立藝術文化劇場（日语：豊島区立芸術文化劇場）／2月17日－19日，福岡：運河城劇院／2月23日－27日，大阪：森之宮Piloti Hall）：主演 凱蒂・荷倫[210][211]
- 吉卜賽 GYPSY（2023年4月9日－30日，東京：東京藝術劇場／5月4日－7日，大阪：森之宮Piloti Hall／5月12日－14日，名古屋：刈谷市綜合文化中心 鳶尾花大禮堂／5月19日－21日，福岡：運河城劇院）：主演 Louise／路易絲[212]
- 李爾王（2025年10月9日－11月3日，東京：THEATER MILANO-Za／11月中旬，大阪：Sky MBS劇場）：飾演 寇蒂莉亞[213]

### 廣播
- 乃木坂46生田繪梨花的廣播（：2019年1月5日，TBS）- 主持人[214]
- Volkswagen DRIVING WITH YOU（2024年4月7日－，J-WAVE）- 主持人[215][216]

### 電視廣告
- 參天製藥 眼藥水『well wash eye』「讓眼睛洗個澡吧。」篇（2022年1月24日－）[217][218]
- E.design損害保險 汽車保險『&e』
  - 「這個手指，停下來！宣言」篇（2022年5月16日－）[219]
  - 「安全駕駛計劃」篇（2022年5月16日－）[219]
- 總務省「第26屆日本參議院議員通常選舉」選舉推動形象大使[註 22][220]
  - 「投票 這一票是我的心聲。」投票日周知篇、期日前投票周知篇、感染症對策周知篇（2022年6月22日－）[220]
  - 「有關新冠病毒防治對策的告知」篇 （2022年6月22日－）[220]
- LINE「用LINE GIFT來過聖誕2022」篇（2022年12月12日－）[221]
- ADEKA
  - 「素財姫（緣起物）」篇（2022年12月28日－）[222]
  - 「素財姫（ADEKA舞蹈）」篇（2023年10月1日－）[223]
- 第99屆箱根驛傳「思念的傳承」篇（2023年1月2日－3日）[224][225]
- 三井不動產 東京中城八重洲（2023年3月－）[226]
- 東京都總務局綜合防災部（日语：東京都総務局#総合防災部） 東京都防災檢定・東京防災（2023年11月1日－2024年2月29日）[227][228]
- 朝日啤酒 朝日食彩「あげるってステキ」編（2024年3月5日－）[229]

### 平面代言
- 索尼音樂《BEST CLASSICS 100》（2016年12月－）- 形象代言人[230][231]
- 西善商事 成人式振袖・卒業袴（2019年6月－）- 形象模特兒[232][233]
- Apuweiser-riche（2022年2月－）- 形象模特兒[234]

### 音樂錄影帶
- 竹內瑪莉亞「歌を贈ろう」（2024年）[235]

### 活動
- 第3屆AKB48紅白對抗歌合戰（2013年12月17日，東京巨蛋城表演廳）[32]
- Girls Award
  - 2013 AUTUMN／WINTER（2013年9月28日，國立代代木競技場第一體育館）[236]
  - 2016 AUTUMN／WINTER（2016年10月8日，國立代代木競技場第一體育館）[237]
- 村井邦彥（日语：村井邦彦）作曲活動50周年記念音樂會 LA meets TOKYO（2017年12月15日，Bunkamura 果園廳）[238]
- MTV Unplugged：Erika Ikuta from Nogizaka46（2017年12月25日，TEAM SMILE・豊洲PIT（日语：チームスマイル））- MTV直播[239]
- 日本放送presents「THIS IS IKU」（2018年10月13日，東京國際論壇 A廳）- 日本放送直播[240]
- 「YOSHIO INOUE by MYSELF SPECIAL "LIVE"」（2018年10月27日，東京國際論壇 A廳）- TBS廣播直播[241]
- Erika Ikuta 2022 summer fun（2022年8月3日，東京：DiverCity東京／8月6日，大阪：Zepp Namba）[242]
- Erika Ikuta 2022 winter fun（2022年12月3日，大阪：Zepp Osaka Bayside／12月11日，神奈川：KT Zepp Yokohama）[243]
- Erika Ikuta Autumn Live Tour 2023（2023年9月10日，東京：Zepp Haneda／9月12日－13日，福岡：Zepp Fukuoka／9月16日，大阪：Zepp Osaka Bayside／9月17日，名古屋：Zepp Nagoya／10月5日，東京：東京國際論壇A廳）[244][245]
- Erika Ikuta Tour 2024 「capriccioso」（2024年7月3日，大宮SONIC CITY／7月14日，愛知縣藝術劇場／7月16日，大阪節慶音樂廳／8月11日，宮城縣民會館／8月21日－22日，澀谷公會堂／9月20日，Pacifico橫濱）[246][247][248]
- 平安神宮 月音夜 ～京都名月演唱會2024～（2024年10月13日，京都平安神宮）[249]
- Erika Ikuta Premium Billboard Live 2025（2025年1月7日，Billboard Live橫濱）[250]
- CONCERT「THE BEST New HISTORY COMING」（2025年2月14日－17日，帝国劇場）[251][252]
- Erika Ikuta Tour 2025「bitter candy」（2025年6月22日，福岡太陽宮／6月29日，昭和女子大學人見記念講堂／7月1日，Culttz Kawasaki／7月18日，大宮SONIC CITY ／7月27日，愛知縣藝術劇場／2025年7月30日，大阪節慶音樂廳／2025年8月4日，東京國際論壇 A廳）[253]

## 書籍

### 相關書籍
- 電影 超能力研究部的3人 官方設定集（2014年12月5日、講談社）[254]
- 別冊角川 全力特輯 乃木坂46 vol.01（2016年4月2日，KADOKAWA）- 鍵盤をまな板に換えて[255]

### 寫真集
- 季刊 乃木坂 vol.4 彩冬（2014年12月26日，東京新聞通信社）[256]
- 轉調（；2016年1月21日，集英社）[257][258]
- Intermission（インターミッション；2019年1月22日，講談社）[259][260]
- 生田繪梨花 乃木坂46畢業紀念寫真集 卡農（生田絵梨花 乃木坂46卒業記念メモリアルブック カノン；2021年12月14日，講談社）[261][262]

## 獎項
- 2017年・第8回《岩谷時子賞（日语：岩谷時子賞）》－獎勵獎[57]
- 2019年・第44回《菊田一夫演劇賞（日语：菊田一夫演劇賞）》－演劇獎[72]
- 2019年・第72回《野間文藝獎》－特別獎[74]
- 2020年《WOWOW presents擅自演劇大獎2020（日语：WOWOW presents 勝手に演劇大賞2020）》－女演員獎[263]

## 備註
1. ↑  也有出身於東京都的說法[5]。
2. ↑  學習了十年的古典芭蕾[16]。
3. ↑  在暑假時，每天練琴十小時以上[17][18]。
4. ↑  為生田加入乃木坂46前的所屬事務所[93]。
5. ↑  與櫻井玲香、伊藤萬理華一起。
6. ↑  與生駒里奈、白石麻衣、秋元真夏、櫻井玲香、高山一實、西野七瀨、橋本奈奈未、深川麻衣、若月佑美一起。
7. ↑  與生駒里奈、白石麻衣、齋藤飛鳥、西野七瀨一起。
8. ↑  與白石麻衣、西野七瀨一起。
9. ↑  與井上芳雄一起。
10. ↑  與小關裕太、木村達成一起。
11. ↑  與濱家隆一共同主持。
12. ↑  與內村光良共同主持。
13. ↑  與橋本奈奈未、秋元真夏一起主演。
14. ↑  與奧之矢佳奈雙主演。
15. ↑  與木下晴香雙主演。
16. ↑  與葵若菜、木下晴香一起主演。
17. ↑  與清水彩花、小南滿佑子一起主演。
18. ↑  與小南滿佑子、熊谷彩春一起主演。
19. ↑  與屋比久知奈、唯月風花一起主演。
20. ↑  與昆夏美、木下晴香一起主演。
21. ↑  與平野绫、木下晴香一起主演。
22. ↑  與市川猿之助共同擔任。

## 外部連結
- 生田繪梨花官方網站（日語）
- 太田製作個人介紹頁 （页面存档备份，存于）（日語）
- 生田繪梨花的Instagram帳戶（日語）
- 生田繪梨花官方的X（前Twitter）（日語）
- 生田繪梨花的TikTok（日語）
- YouTube上的生田繪梨花頻道 （页面存档备份，存于）（日語）
- 生田繪梨花在互联网电影资料库（IMDb）上的資料（英文）

乃木坂46時期
- 乃木坂46 生田繪梨花 個人簡介（2011年8月21日－2022年2月1日）（日語）
- 乃木坂46 生田繪梨花 官方部落格（2011年11月13日－2022年2月1日）（日語）
- 生田繪梨花 官方755 （页面存档备份，存于）（日語）
- 生田繪梨花寫真集《Intermission》【公式】的X（前Twitter）（日語）
- 生田繪梨花畢業紀念寫真集【公式】的X（前Twitter）（日語）
- 生田 繪梨花（乃木坂46）的SHOWROOM專頁（页面存档备份，存于）（日語）